# Domenico Marin
Domenico Marin (Annone Veneto, 1565 circa – Portogruaro, 9 marzo 1633) è stato un teologo italiano.

## Biografia
Di umili origini, conosciuto anche come Domenico Marino, nacque intorno al 1565 a Giai presso Annone Veneto, allora in Friuli, da Silvestro Marin. Dopo aver ricevuto l'ordine sacerdotale lasciò la diocesi di Concordia per trasferirsi a Padova, dove è presente nel locale ateneo a partire dal 1592 in qualità di studente della facoltà di Teologia. In quel periodo fu anche priore del Collegio Pratense, destinato ad ospitare studenti poveri provenienti da varie parti della Repubblica di Venezia, ma soprattutto dal Friuli.
Il 16 giugno 1593 conseguì la laurea in teologia e successivamente iniziò un periodo di insegnamento presso l'Università di Padova.
Nel 1596 fece ritorno in Friuli, dopo essere stato chiamato a ricoprire la carica di teologo del Capitolo cattedrale di Concordia, dignità da poco istituita in adempimento alle disposizioni lasciate dal visitatore apostolico Cesare del Nores nel 1584. La sua nomina fu fortemente voluta dal vescovo di Concordia, il veneziano Matteo Sanudo, che ne tratteggia gli elogi definendolo "persona di singular bontà et dottore in theologia di molto valore". Lo stesso vescovo lo elesse esaminatore in occasione dei Sinodi diocesani del 1606 e 1608 .
Grazie alla sua approfondita conoscenza della teologia, successivamente verrà spesso chiamato a ricoprire il ruolo di consultore presso il tribunale dell'Inquisizione di Concordia ed Aquileia. In tali vesti prese parte anche al secondo processo contro il mugnaio di Montereale Domenico Scandella detto Menocchio, che si concluderà con la condanna a morte dell'eretico nel 1599.
Tra le altre mansioni da lui svolte, vi fu quella di governatore della "Casa della Vergine Santissima Miracolosa" di Cordovado, sorta per amministrare i beni del Santuario mariano eretto nel 1606.
Morì a Portogruaro il 9 marzo del 1633 e fu sepolto nella chiesa di Sant'Andrea Apostolo, divenuta dal 1586  sede del vescovo e del Capitolo di Concordia.